# Colmberg
Colmberg – gmina targowa w Niemczech, w kraju związkowym Bawaria, w rejencji Środkowa Frankonia, w regionie Westmittelfranken, w powiecie Ansbach. Gmina leży w paśmie Frankenhöhe, około 12 km na północny zachód od Ansbachu, nad rzeką Altmühl.

## Podział administracyjny
Gmina składa się z następujących części:
| - Auerbach - Bieg - Binzwangen - Colmberg - Häslabronn - Kurzendorf | - Meuchlein - Poppenbach - Oberfelden - Oberhegenau - Unterfelden - Untehegenau |

## Zabytki i atrakcje
- prywatne muzeum Kleinschroth
- Zamek w Colmberg
- barokowy kościół w dzielnicy Binzwangen

## Współpraca
Miejscowość partnerska:
- Wartenburg – dzielnica Kemberga, Saksonia-Anhalt